# Robert Stanjek
Robert Stanjek (* 7. Mai 1981 in Rüdersdorf) ist ein deutscher Segelsportler.

## Leben
Robert Stanjek studierte Sportwissenschaft mit den Schwerpunkten Leistungssport und Management an der Humboldt-Universität zu Berlin und startet für den Yachtclub Berlin Grünau. Schon als Kind begann er mit dem Segeln im Segelverein Rahnsdorf auf dem Müggelsee. Schon als Schüler stieg er in den Regattasport ein, segelte seit 1996 in der Laser-Klasse. Viermal wurde Stanjek in der Klasse Deutscher Meister, nahm auch an internationalen Meisterschaften teil. Bei den Europameisterschaften in der Klasse 2002 in Vallensbaek wurde er 62., bei den Weltmeisterschaften 2003 in Cádiz 68. Seine letzte internationale Meisterschaft in der Laser-Klasse wurden die Weltmeisterschaften 2004 in Warnemünde, bei der er 40. wurde.
2005 wechselte Stanjek in den  Starboot. Zunächst segelte er als Steuermann mit Markus Koy. Schon bei den Frühjahrs-Europameisterschaften gewann das Duo seinen ersten Titel, bei den regulären Europameisterschaften in Västervik wurden sie 13. Die Europameisterschaften 2006 in Hamburg brachten mit Rang sechs eine erste Top-Ten-Platzierung. Wie schon 2005 führte das Doppel auch 2006 wieder die deutsche Rangliste an. Bei den Weltmeisterschaften 2007 in Cascais kamen Stanjek/Koy auf einen 19. Rang, bei den Europameisterschaften in Malcesine erreichten sie als Neunte eine weitere Top-Ten-Platzierung. Nach Rang 21 bei den Weltmeisterschaften in Miami erreichte das Duo auf dem Balaton mit dem Gewinn des Europameistertitels 2008 den größten internationalen Erfolg. Sie gehörten zu den Kandidaten für die Olympischen Sommerspiele 2008 in Peking, unterlagen bei der Qualifikation aber Marc Pickel und Ingo Borkowski. 2009 gewannen Stanjek/Koy den Weltcup in Palma, zudem die District Championship auf dem Ijesselmeer und die Biscayenne Bay Trophy vor Miami. Bei den Europameisterschaften in Kiel wurden sie Sechste, bei den Weltmeisterschaften in Varberg 19.
2010 segelte er mit seinem Bruder Philipp Stanjek. Mit Rang 18 bei den Weltmeisterschaften in Rio de Janeiro und Platz 28 bei den Europameisterschaften in Viareggio konnte Robert Stanjek allerdings nicht an die vorherigen Leistungen anknüpfen.
2011 bildete Stanjek mit Frithjof Kleen ein neues / altes Segelduo. Schnell stellten sich Erfolge ein. Sie gewannen Silber beim Weltcup in Palma de Mallorca und beendeten die gesamte Weltcup Tour als Vierte. Den größten Erfolg errangen sie bei den Weltmeisterschaften in Perth, wo sie sich hinter Robert Scheidt und Bruno Prada den Vizeweltmeistertitel ersegelten. Auf Grund ihrer Erfolge, wurden sie 2011 zum Segler des Jahres in Deutschland gewählt. Die Europameisterschaften 2012 in San Remo beendeten sie als Neunte, die Weltmeisterschaften in Hyères als Elfte. Stanjek/Kleen qualifizierten sich für die Olympischen Spiele 2012 von London. Bei den Wettbewerben vor Weymouth wurden sie Sechste. Eine bessere Platzierung verhinderte eine Disqualifizierung im siebten Wertungslauf. Das Medal Race beendeten sie als Dritte und erreichten damit ihre beste Platzierung bei der olympischen Rennserie. Zwei Jahre später segelt das Duo auf dem Gardasee zum WM-Titel im Starboot.
Nach 2012 änderte Robert Stanjek den Fokus in Richtung des professionellen Offshore Segeln. Sein erster Mentor im Mannschaftssegeln war der zweimalige Weltumsegler Tim Kröger. Seinen ersten Sieg als Offshore-Skipper errang Stanjek im berühmt-berüchtigten Rolex Fastnet Race 2013, als er eine Swan 60 als schnellstes mehrerer Schwesterschiffe über die Ziellinie steuerte. Anfang 2014 bestritt Stanjek eine lange Selektion und Vorbereitung mit dem niederländischen Volvo Ocean Race Team Brunel.  Trotz guter Leistung sollte der Traum einer Weltumseglung noch nicht wahr werden. Skipper Bouwe Bekking nominierte den Franzosen Laurent Pagès in die finale Mannschaft. Die Ausbildungsmonate waren jedoch wertvoll und so öffnete sich im Sommer die Tür zu einer neuen Herausforderung. Jochen Schümann nominierte den frisch gebackenen Starboot-Weltmeister als neuen Steuermann für die 100-Fuß Maxi-Yacht Esimit Europa. Robert ersegelte mit dem 18-köpfigen Allstar Team die Line Honours Siege im 1000 Island und Rolex Middle Sea Race. 2015 kam ein weiterer Klassensieg beim Fastnet Race als Steuermann der Mini Maxi Momo hinzu.
2016 gründete er mit Jens Kuphal einen eigenen Segelrennstall – dass Offshore Team Germany und konzentrierte sich auf das Offshore Shorthanded Segeln. Zusammen mit Jörg Riechers ersegelte er mehrere Medaillen in der Mini-Transat  Klasse. Weitere Erfahrungen und Erfolge im Double Handed Segeln sammelte er in der Class 40 und der Dehler 30od. 2019 führte Stanjek das Offshore Team Germany als Skipper auf der Imoca Einstein in die ersten Rennen. 2021 gewann sein Team die Premiere des The Ocean Race Europe.
2022 gab er seine Teilnahme am The Ocean Race around the World 2022/23 bekannt. Hierfür hat der Rennstall Offshore Team Germany mit dem Franzosen Benjamin Dutreux das gemeinsame GUYOT environnement - Team Europe gebildet. Auf der Testregatta für die Ocean Race Teams, der Defi Azimut vor Lorient wurden sie Zweite.

## Auszeichnungen
- 2011 Wahl zu Deutschlands Seglern des Jahres 2011 gemeinsam mit Frithjof Kleen.
- 2013 erhielt er „die goldenen Ehrennadel des Berliner Segler-Verbandes für seine Teilnahme an den Olympischen Spielen 2012 und ihre seglerischen Erfolge“.[1]